# Roman Chojnacki (działacz romski)

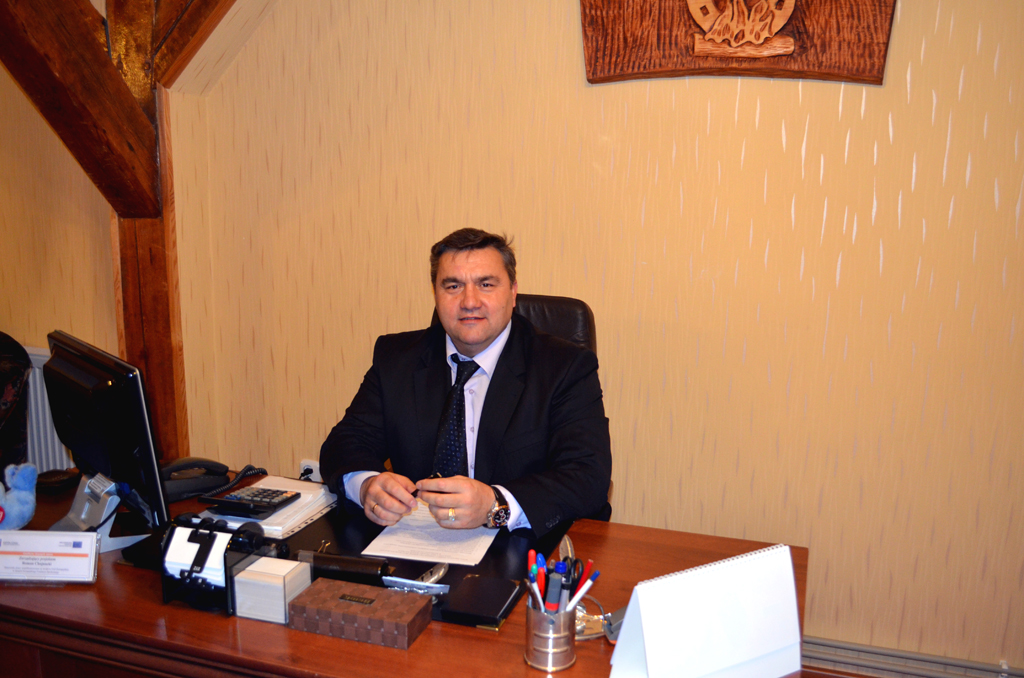
Roman Chojnacki w siedzibie Związku Romów Polskich w Szczecinku

Roman Chojnacki (ur. 13 listopada 1965 w Sławnie) – polski działacz społeczny, prezes Związku Romów Polskich. Z pochodzenia Rom, działacz na rzecz społeczności romskiej. Inicjator i realizator projektów mających na celu poprawę sytuacji mniejszości romskiej w Polsce, w tym przede wszystkim projektów propagujących edukację i aktywizację zawodową Romów oraz projektów antydyskryminacyjnych.

## Życiorys
Od 2006 roku redaktor naczelny dwumiesięcznika „Romano Atmo – Cygańska Dusza”, czasopisma poświęconego mniejszości romskiej. „Romano Atmo” wydawane jest w celu kultywowania tradycji romskiej oraz propagowania języka romskiego, a także integracji romsko-polskiej i walki ze stereotypami i nietolerancją. Pismo współtworzą romscy studenci, romolodzy oraz miłośnicy romskiej kultury.
Od 21 września 2005 roku Członek Komisji Wspólnej Rządu i Mniejszości Narodowych i Etnicznych reprezentujący mniejszość romską w Polsce. We wrześniu 2015 roku, podczas jubileuszowego posiedzenia Komisji Wspólnej Rządu, na wniosek Ministra Administracji i Cyfryzacji Andrzeja Halickiego, prezydent Andrzej Duda odznaczył Chojnackiego Srebrnym Krzyżem Zasługi za działania na rzecz zachowania i rozwoju tożsamości kulturowej mniejszości narodowych i etnicznych.